# Guarino da Palestrina
Guarino ou Guarinus (Guarino Foscari ou Fuscari) (Bolonha, 1080/1084 - 6 de fevereiro de 1158) foi um religioso da Ordem dos Cónegos Regrantes de Santo Agostinho, cardeal-sobrinho, e cardeal-bispo de Palestrina entre dezembro de 1144 e a data da sua morte.
Como santo, a Igreja Católica festeja-o no dia 6 de fevereiro.

## Biografia
Guarino nasceu em uma família nobre. Era parente do Papa Lúcio II. Ele também está listado como Guarino Guarini; como Guarino di Palestrina; como Guerrino da Bolonha; como Guerrino da Preneste; como Guarino; como Warinus; e apenas como Warinus; e seu sobrenome como Fuscari.
Clérigo de Bolonha aos vinte anos. Ingressou nos Cônegos Regulares de S. Maria di Reno no mosteiro de S. Croce di Mortara, perto de Pavia em 1104. Eleito bispo de Pavia por volta de 1132; ele recusou a nomeação e fugiu para um lugar escondido até que um novo bispo fosse eleito e consagrado. Não conseguiu evitar a promoção ao cardinalato pelo seu parente e concidadão Papa Lúcio II.
Criado cardeal-bispo de Palestrina no consistório de dezembro de 1144. Bulas papais assinadas, emitidas entre 31 de janeiro e 14 de fevereiro de 1145; 14 de abril de 1150 e 22 de setembro de 1153; 27 de maio de 1154 e 19 de abril de 1155. O papa deu-lhe de presente vários lindos cavalos, que ele vendeu, e com outras doações fundou em Bolonha um hospital para os pobres, chamado S. Lorenzo e mais tarde S. Giobbe, e dotou-o de rendas suficientes. Participou da eleição papal de 1145, na qual foi eleito o Papa Eugênio III.
Acreditando não cumprir integralmente as suas obrigações episcopais, por duas vezes Guarino tentou abandonar a diocese fugindo: a primeira vez indo para o mosteiro de Subiaco, de onde foi chamado pelo Papa Eugênio III; a segunda vez, indo para Ostia, onde, para não cair nas mãos dos sarracenos, que a partir de 1152 ou 1154 infestaram as costas, foi obrigado a ir para Roma; logo depois, porém, retornou à sua sé de Palestrina, onde retomou com mais fervor seu ministério episcopal até sua morte. Participou da eleição papal de 1153, na qual foi eleito o Papa Anastácio IV, e da eleição papal de 1154, na qual foi eleito o Papa Adriano IV. A sua biografia foi escrita por Agostino da Pavia, cónego regular.
Cardeal Guarino faleceu em Palestrina e foi enterrado em urna de mármore na catedral de S. Agapito. Quando a cidade de Palestrina foi saqueada em 1437, seus restos mortais foram escondidos em outro local e hoje o local é desconhecido. O Martirológio Romano indica que seu corpo foi transferido para Bolonha e sepultado em sua catedral. Outros dizem que o cardeal Giovanni Vitelleschi trouxe os restos mortais para Cometo (Maremma). Em 1754, o cardeal Giuseppe Spinelli, arcebispo de Nápoles, tentou, sem sucesso, encontrar as suas relíquias na cripta da catedral de Palestrina.
Guarino da Palestrina foi canonizado pelo Papa Alexandre III e inscrito no Martirológio Romano. Sua festa é em 6 ou 7 de fevereiro.